# Berliner Literaturpreis
De Berlijnse Literatuurprijs wordt sinds 1989 tweejaarlijks uitgekeerd door de Preußische Seehandlung. De prijs wordt toegekend aan schrijvers die een belangrijke bijdrage hebben geleverd aan de ontwikkeling van de hedendaagse Duitse literatuur.
Sinds 2005 wordt de prijs jaarlijks uitgereikt. Aan de beloning van 30.000 euro is sinds 2005 ook een gasthoogleraarschap verbonden bij het Peter Szondi Instituut voor algemene en vergelijkende literatuurwetenschap van de Vrije Universiteit van Berlijn. De Heiner-Müller-Gastprofessur für deutschsprachige Poetik. 
Tussen 1992 en 1998 werd hij altijd tegelijk uitgereikt met de  Johannes-Bobrowski-Medaille. Deze prijs van 20.000 Duitse marken werden auteurs geëerd voor hun bijdrage aan de ontwikkeling van de hedendaagse Duitse literatuur, 

## Winnaars Berlijnse Literatuurprijs
- 2021 Monika Rinck
- 2020 Thomas Meinecke
- 2019 Clemens J. Setz
- 2018 Marion Poschmann
- 2017 Ilma Rakusa
- 2016 Feridun Zaimoglu
- 2015 Olga Martynowa
- 2014 Hans Joachim Schädlich
- 2013 Lukas Bärfuss
- 2012 Rainald Goetz
- 2011 Thomas Lehr
- 2010 Sibylle Lewitscharoff
- 2009 Dea Loher
- 2008 Ulrich Peltzer
- 2007 Ilija Trojanow
- 2006 Durs Grünbein
- 2005 Herta Müller

### Tweejaarlijkse prijs voor 2005
- 1998 Anne Duden, Bodo Hell, Gert Jonke, Irina Liebmann, Jörg Steiner
- 1996 Wilhelm Genazino, Katja Lange-Müller, Ulrich Peltzer, Raoul Schrott, Josef Winkler
- 1994 Jürgen Becker, Hugo Dittberner, Norbert Gstrein, Brigitte Kronauer, Reinhard Lettau, W. G. Sebald
- 1992 Christoph Hein, Wolfgang Hilbig, Thomas Hürlimann, Ingomar von Kieseritzky, Uwe Kolbe
- 1989 Volker Braun

### Winnaars Johannes-Bobrowski-Medaille
- 1998 Ingo Schulze en Reinhard Jirgl
- 1996 Marcel Beyer en Angela Krauß
- 1994 Erica Pedretti en Winfried G. Sebald
- 1992 Libuse Monikova en Hans Joachim Schädlich

## Weblink
- Berliner Literaturpreis bij de Stiftung Preussische Seehandlung. Duitstalige site.
- Literaturport Berliner Literaturpreis en Johannes-Bobrowski-Medaille. Duitstalige site